# Manuel Lacunza
Manuel de Lacunza (nascido em Santiago, Chile a 1731;  morto em Imola, Itália a 18 de junho de 1801) foi um jesuíta proponente de uma teologia  milenarista.
Manuel de Lacunza, um jesuíta nascido no chile, depois de estudar a Bíblia por 20 anos, escreveu La Venida del Mesías en Gloria e Majestad. A Obra de lacunza foi traduzida para o inglês pelo pregador Londrino Edward Irving, que anexou ao livro um relatório da primeira Conferência Profética de Albury. 
Exilado do Chile em 1768 quando Carlos III expulsou todos os jesuítas de seus domínios, estabeleceu-se na Itália.
O livro de Lancuza La venida del Mesías en gloria y majestad, observaciones de Juan Josafat Ben-Ezra  foi publicado na Espanha em 1811 e banido pela Igreja Católica Romana em 1819. O escocês Edward Irving traduziu e publicou-o em 1827 sob o título de The Coming of the Messiah.  Lancuza previa a iminente volta de Jesus Cristo e pesquisava sinais na história que evidenciaria sua tese. As ideias de Lancuza, via Irving, influenciaram o dispensacionalismo e os milleritas.